# Фейжо (Алмада)
Фейжо (порт. Feijó) — район (фрегезия) в Португалии, входит в округ Сетубал. Является составной частью муниципалитета Алмада. Находится в составе крупной городской агломерации Большой Лиссабон. По старому административному делению входил в провинцию Эштремадура. Входит в экономико-статистический субрегион Полуостров Сетубал, который входит в Лиссабонский регион. Население составляет 16 072 человека на 2001 год. Занимает площадь 4,20 км².
Покровителем района считается Иосиф Обручник (порт. São José).
Праздник района — 24 июня.